# Drăguțești
Drăguțești è un comune della Romania di 5261 abitanti, ubicato nel distretto di Gorj, nella regione storica dell'Oltenia.
Il comune è formato dall'unione di 6 villaggi: Cârbești, Dâmbova, Drăguțești, Iași-Gorj, Tâlvești, Urechești.